# 長野県道506号戸隠高原浅川線
長野県道506号戸隠高原浅川線（ながのけんどう506ごう とがくしこうげんあさかわせん）は、長野県長野市戸隠から飯綱高原を経由して長野市浅川東条に至る県道である。

## 概要

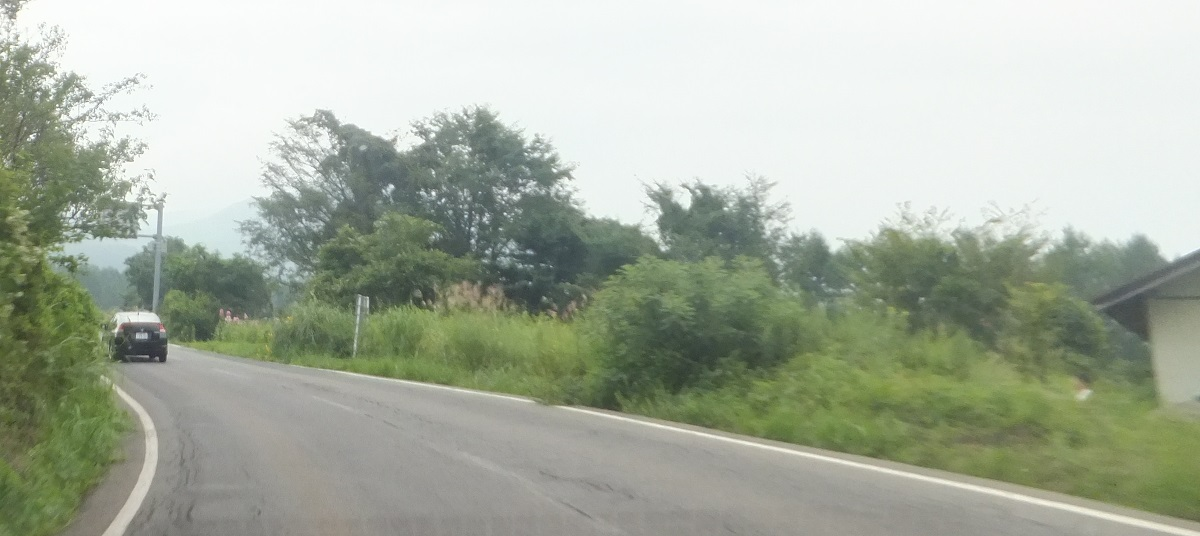
起点付近
長野市戸隠で撮影

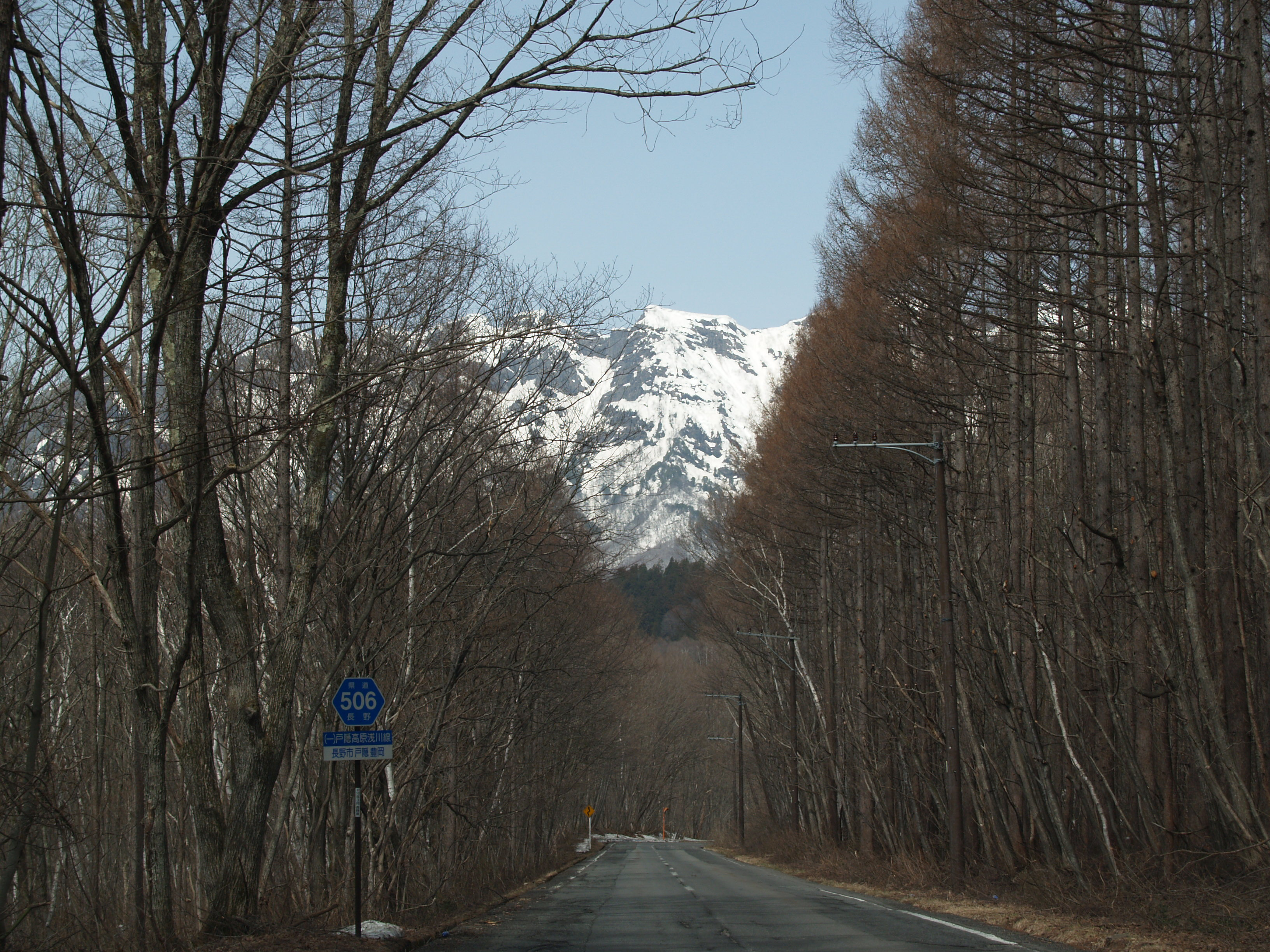
本道の標識
長野市戸隠豊岡で撮影

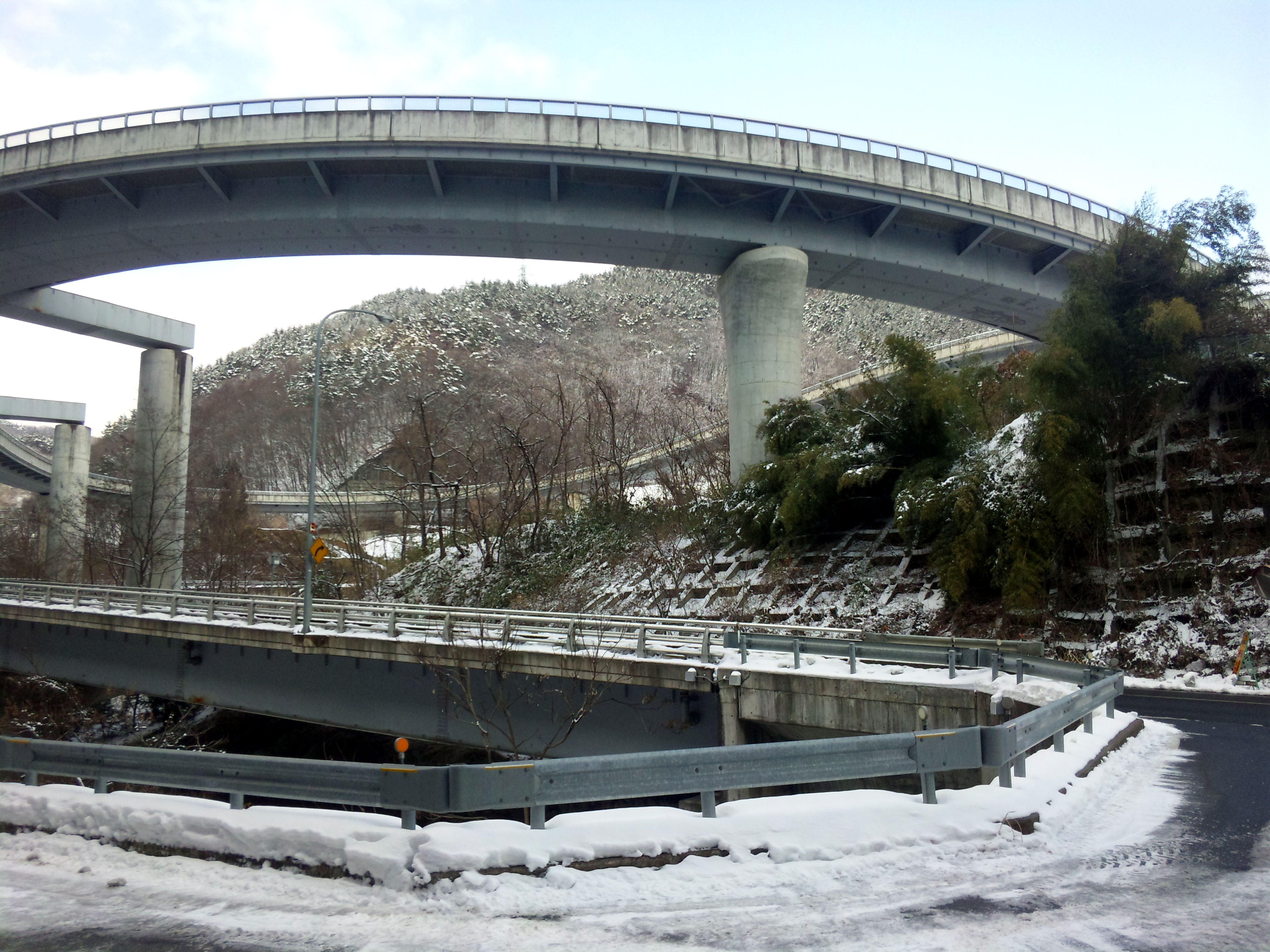
浅川ループライン・真光寺ループ橋（長野市真光寺）

1997年（平成9年）に無料開放された戸隠有料道路（戸隠バードライン）が、長野市道と長野県道に分割して引き継がれることとなり、それを受け、戸隠有料道路のうち旧上ヶ屋料金所付近から戸隠側終点までの区間と、長野県道403号飯綱高原浅川線の区間が併せて県道の認定を受けたのが本路線である。この認定に伴い、長野県道403号飯綱高原浅川線は路線の廃止となった。
旧県道403号の区間は、本路線認定の前年に県単独事業の浅川ループラインとして改良・整備されており、長野市街から飯綱高原・戸隠高原へのメインルートとなっている。なお、この区間のうち、長野市北郷（旧 北郷バス停付近） - 真光寺（浅川ループライン仙郷大橋下）間（2.2km）の旧道も県道に指定されている。この旧道は、冬期閉鎖（12月 - 3月）となる。

### 路線データ
- 起点：長野市戸隠（長野県道36号信濃信州新線交点）
- 終点：長野市浅川東条（浅川東条交差点＝長野県道37号長野信濃線交点）

### 主要構造物
- 中曽根大橋（なかそねおおはし＝長野市中曽根）
- 三ツ出沢橋（みついでさわばし＝長野市三ツ出）
  - 延長 - 42.0m
  - 幅員 - 8.4m（車道2車線・歩道無し）

三ツ出沢（北浅川支流）に架かる橋梁。
- 北郷大橋（きたごうおおはし＝長野市北郷）
  - 延長 - 95.0m
  - 幅員 - 8.0m（車道2車線・歩道無し）

飯綱トンネル手前の谷間に架かる橋梁。
- 飯綱トンネル（いいづな-＝長野市北郷 - 真光寺）
- 尾名沢橋（おなさわばし＝長野市浅川清水）
  - 延長 - 25.0m
  - 幅員 - 9.3m（車道2車線・歩道無し）

尾名沢（北浅川支流）に架かる橋梁。
- 八櫛トンネル（やくし-＝長野市浅川清水 - 真光寺）
- 真光寺ループ橋（しんこうじるーぷきょう＝長野市真光寺）
- 仙郷大橋（せんきょうおおはし＝長野市真光寺）
  - 延長 - 122.0m
  - 幅員 - 10.3m（車道2車線・片側歩道）

浅川沿いの谷間に架かる橋梁。
- 湯谷大橋（ゆやおおはし＝長野市真光寺 - 上松五丁目）
  - 延長 - 78.0m
  - 幅員 - 10.3m（車道2車線・片側歩道）

浅川に架かる橋梁。
- 東条橋（ひがしじょうばし＝長野市上松五丁目 - 浅川東条）
  - 延長 - 30.0m
  - 幅員 - 10.0m（車道2車線・片側歩道）

浅川に架かる橋梁。

### 路線概況
本路線の起点は旧戸隠村側であるが、ここでは終点である長野市側から述べる。
善光寺から2.5kmほど北東、長野市街地北部の住宅地が尽きる浅川東条交差点で、長野県道37号長野信濃線から分かれる。ここからは浅川ダム付替道路として整備され、長野オリンピック会場へのアクセス道路として活用された浅川ループラインと呼ばれる区間であり、その名のとおり真光寺ループ橋・中曽根大橋の2か所のループ橋で一気に高度を上げる。この区間は幅員は十分であるものの、新たに整備されたループ橋やトンネルを除いてはワインディングロードとなっている。
長野オリンピックのボブスレー・リュージュ会場であるスパイラルを過ぎると、戸隠ゆきの路線バスをはじめほとんどの通行車は飯綱高原スキー場を通り飯綱リゾートラインを経て飯綱高原（大座法師池）で戸隠バードラインに合流するが、本路線は門沢地籍で交差する長野県道404号栃原北郷信濃線に重複して1.5車線幅の隘路で高原の林間を進み、旧上ヶ屋料金所付近で戸隠バードラインに合流する。
戸隠バードラインに入ると比較的直線的な快走路となって高原を駆け抜ける。旧戸隠料金所（大久保）を過ぎると沿道に蕎麦畑が広がり、蕎麦店が目立つようになる。旧戸隠村中心部の入口である男鹿沢で、戸隠バードライン開通前のメインルートであった長野県道76号長野戸隠線と合流する。ここから起点である長野県道36号信濃信州新線交点まで、県道76号と460mほど重複する。

## 沿革
- 1996年（平成8年）12月26日 - 浅川ループライン開通。
- 1997年（平成9年）4月1日 - 戸隠バードラインの無料開放に伴い、戸隠高原浅川線認定。
- 2012年（平成24年）12月17日 - 区域変更。浅川ループラインに並行する旧道のうち、仙郷大橋以南（真光寺 - 上松五丁目）が県道の区域から外れる[2]。

## 別名
- 戸隠バードライン（長野市戸隠 - 長野市上ヶ屋）
- 浅川ループライン（長野市門沢 - 浅川東条交差点）

## 重複区間
- 長野県道76号長野戸隠線（長野市戸隠宝光社 - 長野市戸隠）
- 長野県道404号栃原北郷信濃線（長野市上ヶ屋飯綱原 - 長野市門沢）

## 交差する道路
↑ 長野県道36号信濃信州新線
- 戸隠神社前郵便局付近（長野市戸隠宝光社＝起点）
  - 長野県道36号信濃信州新線
  - 長野県道76号長野戸隠線（終点） - ※ここから重複区間
- 長野吉田高校戸隠分校付近（長野市戸隠）
  - 長野県道76号長野戸隠線 - ※ここまで重複区間
- 飯綱湖入口バス停付近（長野市上ヶ屋飯綱原）
  - 長野市道（戸隠バードライン）
  - 長野県道404号栃原北郷信濃線 - ※ここから重複区間
- 長野中央消防署飯綱分署付近（長野市上ヶ屋）
  - 長野市道（飯綱リゾートライン）
- （長野市門沢）
  - 長野県道404号栃原北郷信濃線 - ※ここまで重複区間
- 旧北郷バス停付近（長野市北郷）
  - 旧道
- 仙郷大橋付近（長野市真光寺）
  - 旧道
- 浅川東条交差点（長野市浅川東条＝終点）
  - 長野県道37号長野信濃線

### 旧道
- 旧北郷バス停付近（長野市北郷=旧道起点）
  - 新道（浅川ループライン）
- 仙郷大橋付近（長野市真光寺＝旧道終点）
  - 新道（浅川ループライン）

## 周辺
- 長野県長野吉田高等学校戸隠分校
- 戸隠そば博物館「とんくるりん」
- 長野カントリークラブ
- 飯綱高原スキー場
- スパイラル
- 浅川ダム
- 八櫛神社（ブランド薬師）